# Demeter Hunyadi
Demeter Hunyadi (* zwischen 1545 und 1550 in Bánffyhunyad, Fürstentum Siebenbürgen; † 5. Juli 1592) war ein bedeutender Vertreter des ungarisch-siebenbürgischen Unitarismus am Ende des 16. Jahrhunderts. Er übernahm nach der Festsetzung von Franz David die Leitung der Unitarischen Kirche Siebenbürgens.

## Leben und Wirken
Es wird vermutet, dass Hunyadi zwischen 1545 und 1550 in dem unweit von Klausenburg gelegenen Ort Bánffyhunyad (dt. Heynod, rum. Huedin) geboren wurde. 1560 besuchte Hunyadi die Stadtschule in Klausenburg, die im früheren Dominikanerkloster eingerichtet war und später zum unitarischen Kollegium ausgebaut werden sollte. Hier sammelte er auch erste Erfahrungen als Lehrkraft. Unter Fürst Johann Sigismund wurde Hunyadi im Anschluss Schulrektor im nahegelegenen Enyed. Unter seinen Schülern befand sich damals auch der spätere unitarische Theologe György Enyedi. Spätestens in Enyed hatte sich Hunyadi dem radikal-reformatorischen Unitarismus angeschlossen. Im März 1568 trat er bereits als Sprecher der Unitarier auf der Glaubensdisputation in Gyulafehérvár (dt. Karlsburg oder Weißenburg, rum. Alba Iulia) auf. Einen Monat später begab er sich auf Anraten des siebenbürgischen Fürsten mit anderen Siebenbürgern zum Studium der Philosophie und Rhetorik an die italienische Universität Padua. Hunyadi erwarb zudem gute Kenntnisse des Griechischen. Unbekannt ist, ob er auch Hebräisch gelernt hatte. Nach dem Tod von Johann Sigismund kehrte er im Mai 1571 nach Siebenbürgen zurück. Vermutlich unterrichtete er im Anschluss zusammen mit Johannes Sommer und Jacob Palaeologus am unitarischen Kollegium in Klausenburg. Das Kollegium war in jener Zeit stark humanistisch geprägt. Unterrichtsfächer waren u. a. Philosophie, Rhetorik und Logik. Hunyadi selbst hatte einen Schwerpunkt in aristotelischer Logik. Unter seinen Schülern befand sich auch der spätere Theologe Máté Toroczkai.
In dem um 1578 entfachten inner-unitarischen Konflikt um den u. a. von Franz David vertretenen Nonadorantismus konnte Georg Biandrata ihn für die Partei der (moderaten) Adorantisten gewinnen. Ein weiterer bekannter Adorantist jener Zeit war István Basilius. Im Juni 1579 trat Hunyadi auf dem Landtag auf und erklärte, die von Franz David formulierten nonadorantistischen Thesen wären neue und von der Unitarischen Kirche bis dahin nicht vertretene Ansichten, was (da es gegen das seit 1572 bestehende Verbot religiöser Erneuerungen, dem Innovationsverbot unter Fürst Stephan Báthory, verstoßen sollte) in Folge zur Inhaftierung Franz Davids auf der Burg Deva (dt. Diemrich) führte, wo er noch im gleichen Jahr starb. Nach Davids Inhaftierung übernahm Hunyadi im Juli 1579 mit Unterstützung Biandratas schließlich selbst die Führung der Unitarischen Kirche in Siebenbürgen. Zugleich übernahm er Davids Pfarrstelle in Klausenburg. Hunyadi war in den folgenden Jahren bemüht, den Einfluss des davidschen Nonadorantismus wie auch des sich im Szeklerland verbreitenden Sabbatarismus einzuschränken, die noch junge Kirche institutionell zu festigen und ihr (auch gegenüber dem neuen Fürstenhaus) Legitimation und Kontinuität zu verleihen. Dies kam u. a. im Glaubensbekenntnis vom 2. Juli 1579, dem Consensus Ministrorum, zum Ausdruck, das von allen unitarischen Pfarrern unterzeichnet werden sollte und mit dem die siebenbürgischen Unitarier im Wesentlichen auf die soziianische Christologie festgelegt und nonadorantistisch-täuferische Positionen marginalisiert wurden. Bestandteil des Consensus Ministrorum war beispielsweise die Wiedereinführung der Kindertaufe. Zugleich wurde ein Konsistorium etabliert, dass das kirchliche Leben in den kommenden Jahren regulieren sollte. In Folge wurden mehrere nonadorantisch oder sabbatarisch predigende Pfarrer entlassen. Auch der Rektor des Klausenburger Kollegiums, Miklós Bogáti Fazekas, musste 1580 gehen und wurde später exkommuniziert. Die von Hunyadi vertretene repressive Kirchenpolitik bedeutete letztlich eine Zäsur in der Geschichte des ungarisch-siebenbürgischen Unitarismus, lähmte die bis dahin offenen theologischen Debatten, öffnete den Weg zu einer Form von unitarischer Orthodoxie und führte so zu einer zeitweisen Stagnation in der Entwicklung der Kirche, was nicht ohne Kritik blieb. So blieb ein Teil der Pfarrerschaft demonstrativ den von Hunyadi einberufenen Synoden fern und war nicht bereit, an der Exkommunikation von z. B. sabbatarischen Pfarrern mitzuwirken, dies betraf u. a. Pfarrer aus Székelyudvarhely (dt. Oderhellen). Widerstand entwickelte sich insbesondere in den Gemeinden in Ungarn und im Banat, die sich unter Paul Karádi und Benedek Óvári von Hunyadi abwandten, der Nonadorantio gegenüber offen blieben und in den Folgejahren eine selbstständige Entwicklung nahmen (in der Gegenreformation jedoch größtenteils untergingen). Gleiches gilt für die sabbatarischen Gemeinden im Szeklerland. Neben seinen Bemühungen, die unitarische Kirche in seinem Sinne zu einigen und den Einfluss nonadorantistischer, täuferischer und sabbatarischer Einflüsse einzudämmen, stellte sich Hunyadi auch offen gegen den Katholizismus und war in den Landtagsbeschluss zur Ausweisung der Jesuiten 1589 eingebunden, wenngleich der Beschluss vor allem einen politischen und weniger einen konfessionellen Hintergrund hatte. Zugleich war er bereit, auch stärker mit den übrigen protestantischen Kirchen des Landes wie der Reformierten Kirche zu kooperieren, nicht zuletzt um gemeinsam gegen die Einflüsse der Jesuiten in Siebenbürgen vorzugehen. Hunyadi starb unerwartet am 5. Juli 1592 während einer Predigt an einem Schlaganfall. Seine Bemühungen um eine dogmatisch vereinheitlichte Kirche hatten sich indes nicht erfüllt. Sein Nachfolger in der Kirchenführung wurde György Enyedi.

## Werke (Auswahl)
- Epigramma in historium Matthiae Hunnyadis, regis Ungariac, Claudiopoli, 1565
- Beitrag zur Disputation von Gyulafehérvár vom 8. bis 17. März 1568
- Predigten von 1575–1592, fragmentarisch überliefert
- Consensus ministrorum 1579
- Articulli breves propositi Ecclesiae ad 2. diem Julii 1579 Claudiopoli
- Scriptum in quo Paedobaptismus recipi et ovservari jubetur, 1579
- Spottgedicht wider die Jesuiten, um 1588